# Toplița (Hunedoara)
Toplița è un comune della Romania di 806 abitanti, ubicato nel distretto di Hunedoara, nella regione storica della Transilvania.
Il comune è formato dall'unione di 8 villaggi: Curpenii Silvașului, Dăbâca, Dealu Mic, Goleș, Hășdău, Mosoru, Toplița, Vălari.